# Aeroportul Internațional Simón Bolívar Caracas
Aeroportul Internațional Simón Bolívar (IATA: CCS, ICAO: SVMI) este un aeroport din Parroquia Urimare⁠(d), Catia La Mar⁠(d), Municipio Vargas⁠(d), Vargas, Venezuela ce deservește zona Caracas. Aeroportul a fost tranzitat în 2018 de 3.883.572 de pasageri. A fost deschis în 1945 și numit după Simón Bolívar.
Situat la o altitudine de 72 m, aeroportul dispune de 3 piste. Este operat de National Institute of Civil Aviation⁠(d).

## Infrastructură

### Piste
Aeroportul dispune de 3 piste: 
- pista 10L/28R din asfalt, cu dimensiunile 3.610 m × 45 m
- pista 10R/28L din asfalt, cu dimensiunile 2.500 m × 45 m
- pista 09/27 din asfalt, cu dimensiunile 3.270 m × 45 m